# Shangcheng Lu
Shangcheng Lu (chiń. 商城路站) – stacja początkowa metra w Szanghaju, na linii 9. Zlokalizowana jest pomiędzy stacjami Xiaonanmen i Shiji Dadao. Została otwarta 31 grudnia 2009.